# Barry Bolton
Barry Bolton (n. 1938) este un mirmecolog englez, expert în clasificarea, sistematica și taxonomia furnicilor, care a lucrat mult timp la Muzeul de Istorie Naturală din Londra. El este cunoscut în special pentru monografiile privind furnicile africane și asiatice și pentru trei lucrări globale enciclopedice, inclusiv Ghidul de identificare a genurilor de furnici (1994), un catalog complet al taxoanelor de furnici (1995, actualizat în 2007), precum și un rezumat și o clasificare (2003). Bolton este membru al  Royal Entomological Society și Mirmecolog, Divizia biodiversitate, Departamentul de Entomologie, Muzeul de Istorie Naturală, Londra.

## Recunoaștere
În onoarea lui B. Bolton au fost denumite aproximativ 20 de specii de furnici.
- Anochetus boltoni
- Anomalomyrma boltoni
- Cataulacus boltoni
- Chimaeridris boltoni
- Cryptomyrmex boltoni
- Daceton boltoni
- Leptanilla boltoni
- Loweriella boltoni
- Meranoplus boltoni
- Monomorium boltoni
- Myrmica boltoni
- Nylanderia boltoni
- Pheidole boltoni
- Plagiolepis boltoni
- Polyrhachis boltoni
- Pristomyrmex boltoni
- Proceratium boltoni
- Stigmatomma boltoni
- Strumigenys boltoni
- Tetramorium boltoni